# Союз 17 жовтня

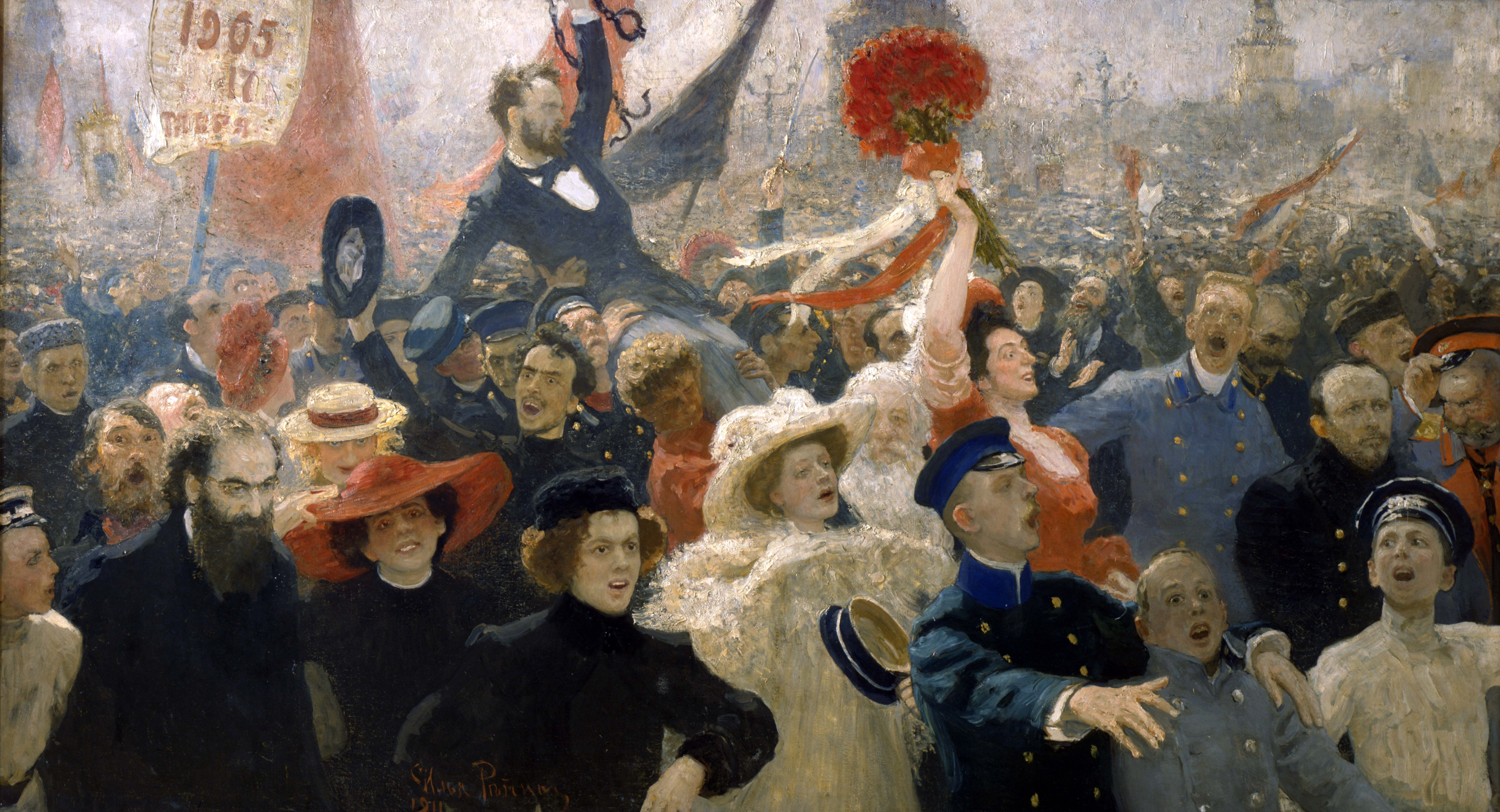
Ілля Рєпін. 17 жовтня 1905

Союз 17 жовтня (Союз 17 октября; неофіційно октябри́сти) — російська політична партія, яка представляла праве крило російського лібералізму. Становлення партії відбулося протягом листопада-грудня 1905. Разом із торгово-промисловою партією, партією правового порядку та іншими займала конституційно-монархічні позиції. Назва походить від назви Маніфесту 17 жовтня 1905.

## Опис
Лідерами октябристів були Олександр Гучков, Дмитро Шипов, Петро Гейден, Михайло Родзянко, Михайло Стахович, Микола Хом'яков та інші діячі, які представляли вищі прошарки інтелігенції та чиновництва, поміщиків, торгово-промислові кола. Друковані органи партії — газети «Слово» (1905—1906) і «Голос Москви» (1906—1916). В програмі, прийнятій І з'їздом (лютий 1906), були чітко сформульовані ідеї єдності і неподільності Росії, збереження «за її державним устроєм унітарного характеру, що складався історично». Октябристи виступали за конституційну монархію з двопалатним представницьким органом, обраним на основі всезагального виборчого права, за надання політичних прав та свобод в рамках Маніфесту 17 жовтня 1905.
У І і II Державних думах діяльність октябристів не була помітною (16 депутатських місць в І і 54 — в II Думі). Зміна виборчого закону 3 червня 1907 дала октябристам значне збільшення депутатських місць в III Державній думі — до 154, Головою думи був обраний М. Хом'яков, якого в 1910 змінив О. Гучков, а в березні 1911 — М. Родзянко. Останній очолив IV Державну Думу, в якій октябристи здобули 98 місць.
У думській діяльності октябристи блокувалися то з правими, то з кадетами залежно від політичної ситуації. Після з'їзду партії в листопаді 1913, на якому була прийнята резолюція про широке використання думської трибуни в боротьбі за реформи, думська фракція октябристів розпалася на «лівих», земців-октябристів і правих. Проте вирішальний вплив на прийняття рішень мала фракція земців-октябристів (54 депутатів).
З початком Першої світової війни октябристи підтримали позицію уряду, брали участь в Земському і Міському союзах та військово-промислових комітетах. В серпні 1915 вони ввійшли до «Прогресивного блоку», програма якого мала стати програмою нового кабінету міністрів і повинна була забезпечити «збереження внутрішнього миру». Не добившись поступок від Миколи II, октябристи виношували ідею палацового перевороту, яка так і не переросла в стадію його підготовки.
У лютневі дні 1917 октябристи прагнули відстояти монархію, замінивши Миколу II його братом Михайлом. Лідер партії О. Гучков до 30 квітня (13 травня) 1917 обіймав посаду військового і морського міністра в Тимчасовому уряді. На виборах в Установчі збори октябристи не виступали самостійно, віддавши кадетам голоси своїх прихильників.
Після жовтневого перевороту більшовиків октябристи брали активну участь в «білому» русі. Їх антибільшовицька діяльність не припинялася і в еміграції.

## В Україні
В Україні одним з лідерів октябристів був Федір Лизогуб, який в травні-листопаді 1918 очолював Раду Міністрів Української держави.